# ترمینال (مک‌اواس)
ترمینال (به انگلیسی: Terminal) برنامه‌ی شبیه ساز ترمینال است که توسط اپل در سیستم‌عامل مک‌اواس گنجانده شده است.  ترمینال از نکست‌استپ و OPENSTEP ، سیستم عامل های پیشین macOS سرچشمه گرفته است.